# Богуциці-Другі
Богуциці-Другі (пол. Bogucice Drugie) — село в Польщі, у гміні Пінчів Піньчовського повіту Свентокшиського воєводства.
Населення — 239 осіб (2011).
У 1975-1998 роках село належало до Келецького воєводства.

## Демографія
Демографічна структура на день 31 березня 2011 року:
|          | Загалом | Допрацездатний вік | Працездатний вік | Постпрацездатний вік |
| -------- | ------- | ------------------ | ---------------- | -------------------- |
| Чоловіки | 114     | 19                 | 81               | 14                   |
| Жінки    | 125     | 26                 | 70               | 29                   |
| Разом    | 239     | 45                 | 151              | 43                   |